# Vlag van Sint-Agatha-Berchem
De vlag van Sint-Agatha-Berchem  is op 18 december 2008 bij raadsbesluit vastgesteld als de vlag van de  Brusselse gemeente Sint-Agatha-Berchem. De beschrijving luidt:
Gevierendeeld van wit en van groen
De vlag is gebaseerd op het gemeentewapen.

## Voorgaande vlag
De vorgie gemeentevlag is groen en wit gevierendeeld. De vlag is duidelijk afgeleid van het gemeentewapen; de vlag is op 2 september 1999 bij raadsbesluit vastgesteld. De vlag is hierdoor gelijk aan het wapen van Sint-Agatha-Berchem, zonder de wapenfiguren.

? Voorgaande vlag (1999-2008)